# Amarasi

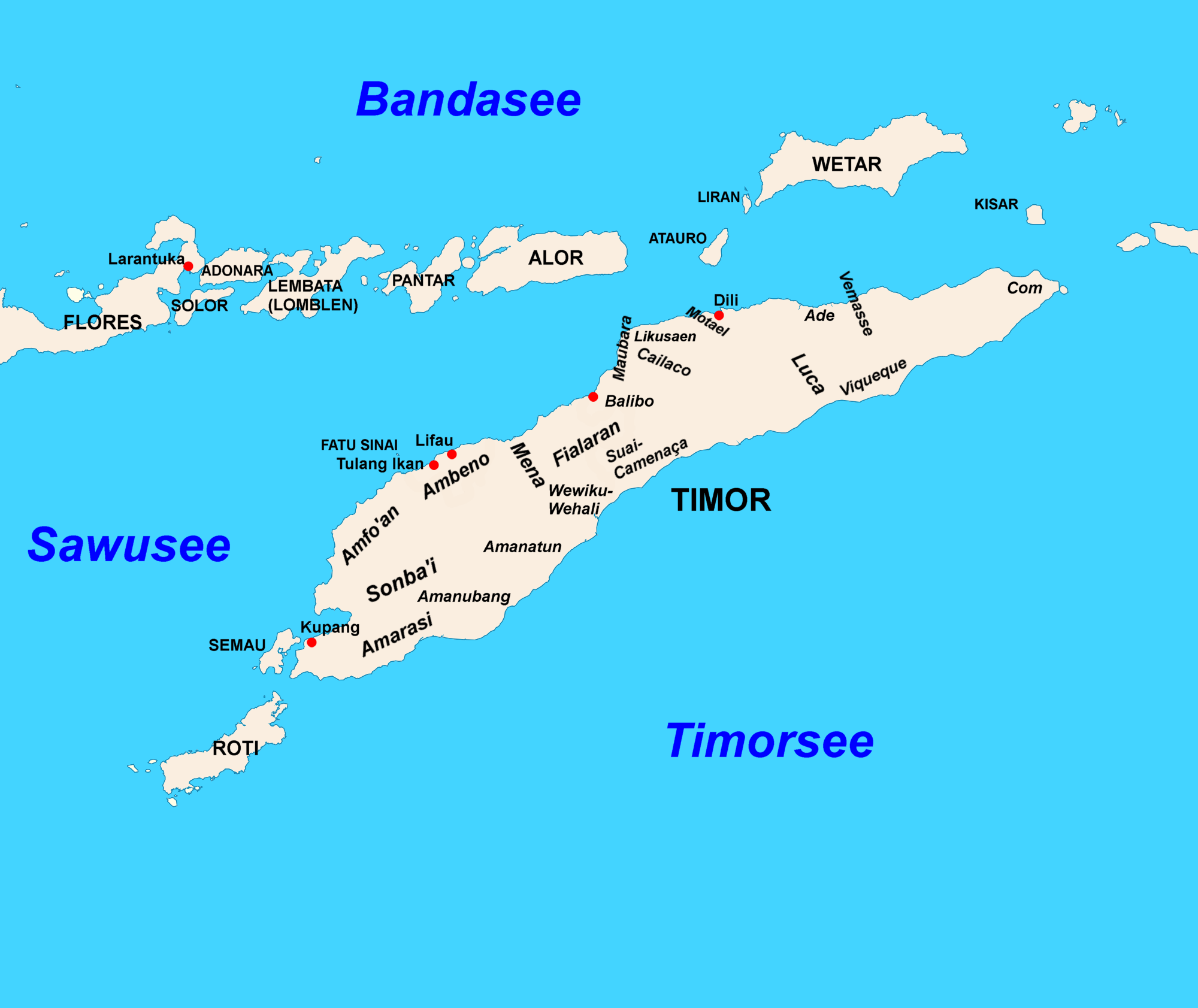
Timor und Nachbarinseln im 17. und 18. Jahrhundert

Amarasi (Amanassa) war ein Reich im Südwesten Timors.

## Geschichte

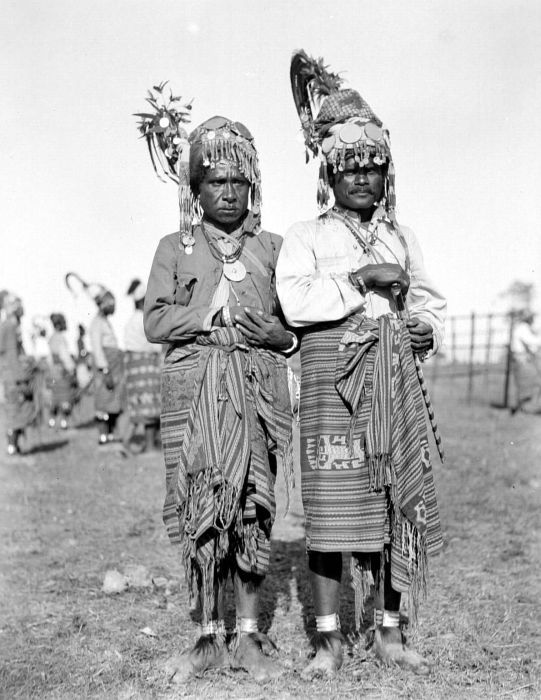
Zwei Würdenträger der Amarasi in der niederländischen Kolonialzeit

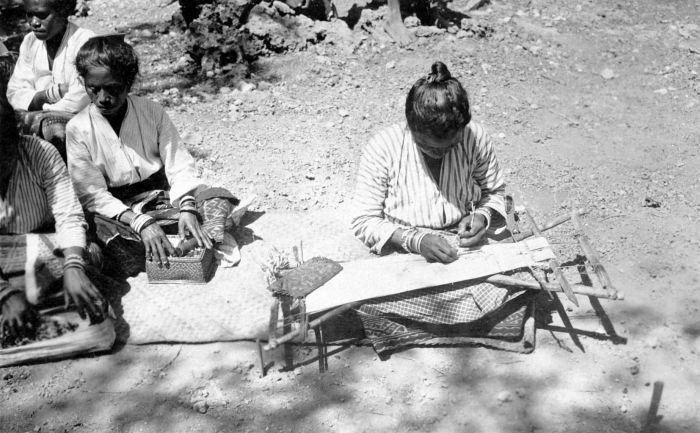
Frauen aus Amarasi weben in Ikat-Technik (1938)

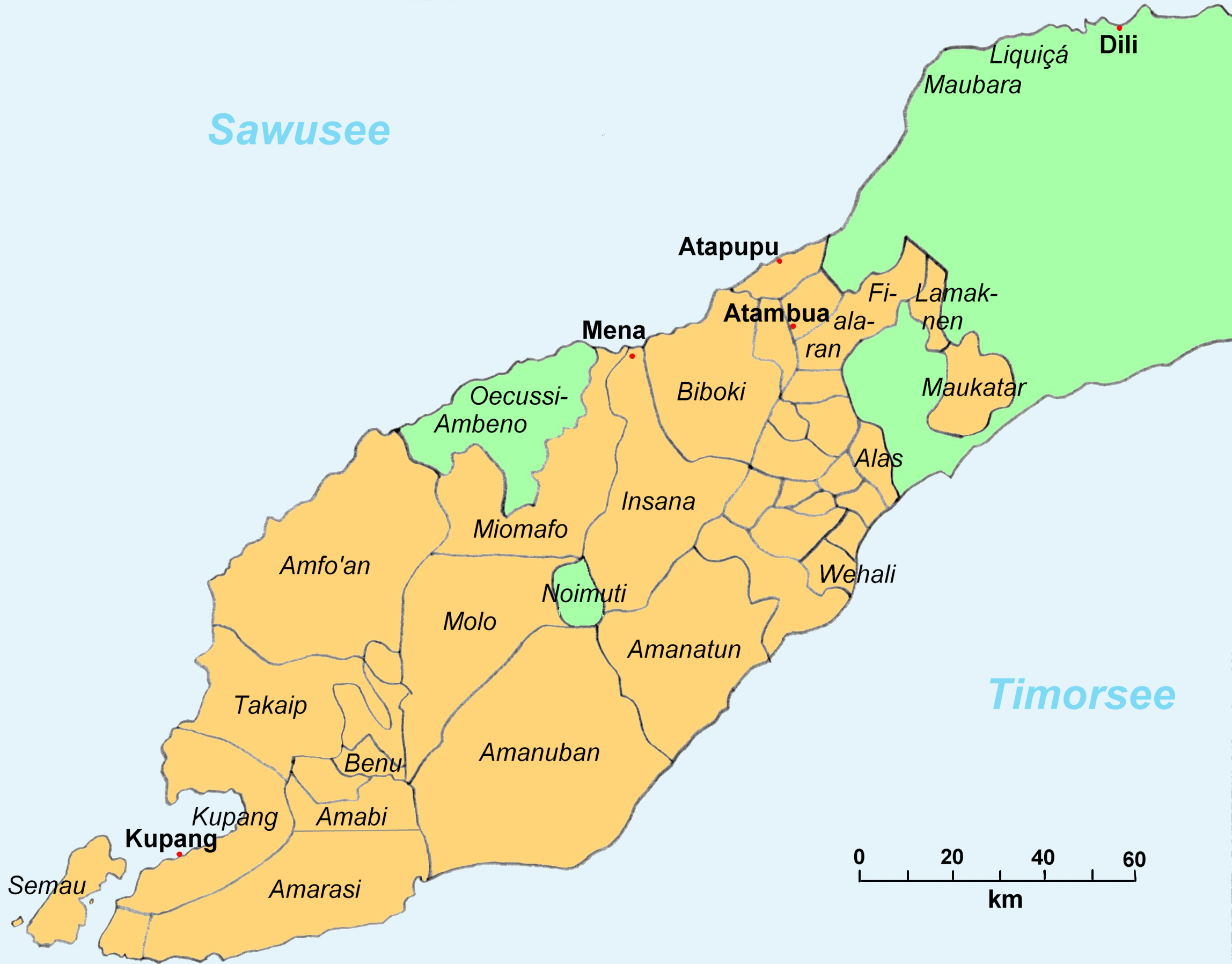
Amarasi auf einer Karte, die die niederländische Grenzziehung auf Timor 1911 zeigt

Der Legende nach entstammt die Herrscherfamilie von Wehale, dem traditionellen und kulturellen Zentrum von Timor. Demnach zerbrach Nafi Rasi, ein Mitglied der dortigen Herrscherfamilie, einen wertvollen Becher und musste daher vor der Rache seiner Brüder fliehen. Mit seinen Gefährten ging Nafi Rasi nach Beboki-Insana, einem nördlich gelegenen Reich, das im Kontakt mit den Topasse stand. Nachdem Nafi Rasi hier Feuerwaffen erhalten hatte, ging er an die Südwestküste und gründete hier das Reich von Amarasi. Heimatlose Gruppen aus dem Osten der Insel stärkten das Reich. Im Laufe der Zeit übernahmen die Amarasi, die ursprünglich Tetum sprachen, die Sprache ihrer Nachbarn, das Uab Meto der Atoin Meto. Allerdings gilt das Amarasi noch heute als eigener Dialekt des Uab Meto.
Im 17. und 18. Jahrhundert war Amarasi einer der treusten und wichtigsten Verbündeten der Kolonialmacht Portugal gegen die Niederländische Ostindien-Kompanie (VOC). Ab den 1630ern wurden sie von Dominikanern zum katholischen Glauben bekehrt. Wenn andere Herrscher (Liurai) von den Portugiesen abfielen, entsandten diese verbündete, timoresische Krieger. Die Eliten der Amarasi konvertierten zum Christentum. 1656 vernichteten die Topasse und Amarasi eine niederländische Militärexpedition unter Arnold de Vlaming van Oudshoorn und zwangen die Niederländer so, die gerade eroberte Festung von Kupang wieder aufzugeben.  1670 berichtete Pater Antonius, dass Dona Maria, die Königin von Amarasi eine intelligente, ruhige und einsame Frau sei, die sich für die Verbreitung des katholischen Glaubens einsetze. Obwohl sie von den Steuern aus dem Reich lebte, wohnte sie in Larantuka auf der Insel Flores. Auf Vermittlung des Paters heiratete Maria dort einen Portugiesen. Die Regentschaft überließ sie ihren Onkeln und ihrem Bruder.
1678 verbündete sich Raja Ama Besi von Kupang mit den Amarasi um dem Nachfolger auf seinen Thron anzugreifen, der von der VOC unterstützt wurde. 1688 gelang es der VOC den Küstenort Kupang endgültig zu erobern. Zusammen mit den mit ihnen verbündeten fünf Reichen (die „fünf loyalen Alliierten“) hielten sie aber nur eine kleine Region im äußersten Westen Timors. Einer weiteren Expansion standen die mit Portugal, beziehungsweise den Topasse, verbündeten Reiche Amarasi und Amanuban. Immer wieder griffen sie die timoresischen Verbündeten der Niederländer an. Die Kopfjagd hatte eine lange Tradition auf Timor.
Als am 9. November 1749 die Portugiesen und Topasse bei der Schlacht von Penfui durch die Niederländer vernichtend geschlagen wurden, wechselten mehrere timoresische Herrscher die Seiten, darunter auch jener von Amarasi. Doch katholische Priester arbeiteten nach niederländischen Quellen mit „den schönsten Versprechungen“ und „den dunkelsten Drohungen“, um Amarasi wieder an die Seite Portugals zu bringen. Es gelang, doch 1752 griff Hans Albrecht von Plüskow, der deutsche Kommandant von Kupang in niederländischen Diensten, die abtrünnigen Herrscher an und besiegte sie. Als der Liurai von Amarasi von den Niederländern umzingelt war, ließ er sich und alle Frauen und Kinder von den eigenen Leuten töten. Über hundert Menschen starben. Amarasi blieb seitdem in der niederländischen Einflusssphäre.
In den 1820ern teilte sich Amarasi in drei Gebiete: Buwarein, unter Führung des Herrschers, und Talba und Houmen unter zwei Distriktsfürsten, den sogenannten Nai Jufa. Diese waren dem Raja nahezu gleichgestellt, mussten sich aber auf die lokalen Würdenträger stützen (Amaf). 1930 lebten in Amarasi 16.832 Menschen, auf einem Gebiet von 740 km².
Raja Hendrik Arnold Koroh wird beschuldigt, dass er während der japanischen Besetzung im Zweiten Weltkrieg mit den Japanern kollaboriert haben soll. Aus der Bevölkerung rekrutierten die Japaner Hilfsarbeiter und zwangen Frauen zur Prostitution. Nach der Kapitulation der Japaner widersetzte sich der Raja gegen die Rückkehr der niederländischen Kolonialherren und setzte sich für die Unabhängigkeitsbewegung Indonesiens ein, ebenso sein Sohn und Nachfolger Viktor Koroh. Bis 1962 blieb Amarasi, ebenso wie die anderen Reiche, ein selbstregierendes Territorium (swapraja). Erst danach wurden diese traditionellen Herrscherstrukturen abgeschafft.

## Amarasi heute
Amarasi liegt heute im Regierungsbezirk Kupang und unterteilt sich in die Kecamatan (Distrikte) Amarasi, Ostamarasi (Amarasi Timur), Südamarasi (Amarasi Selatan) und Westamarasi (Amarasi Barat). In der Region leben auch verstreut einige Helong, die ursprünglich von der Insel Semau stammen.

## Die royale Familie

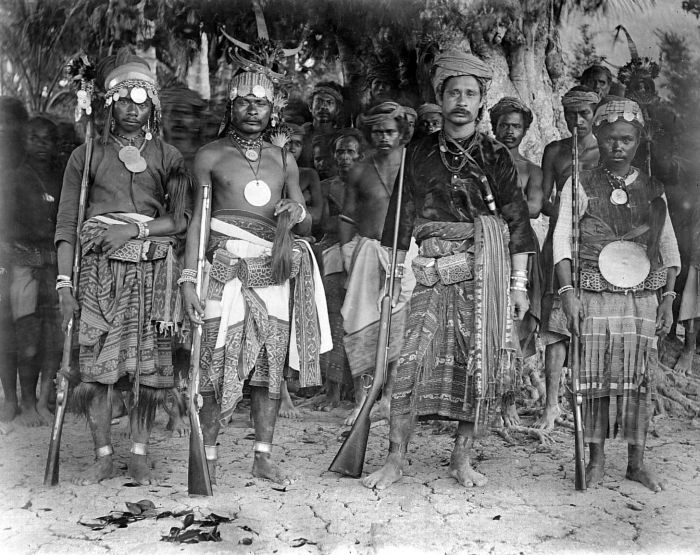
Rasi Koroh, der Raja von Amarasi mit seinen Kriegern (vor 1910)

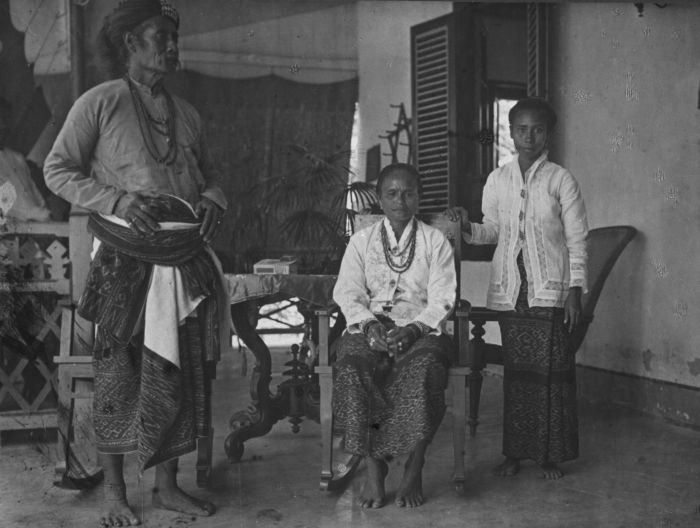
Isaac van Baven, Raja von Amarasi mit zwei Frauen (17. September 1921)

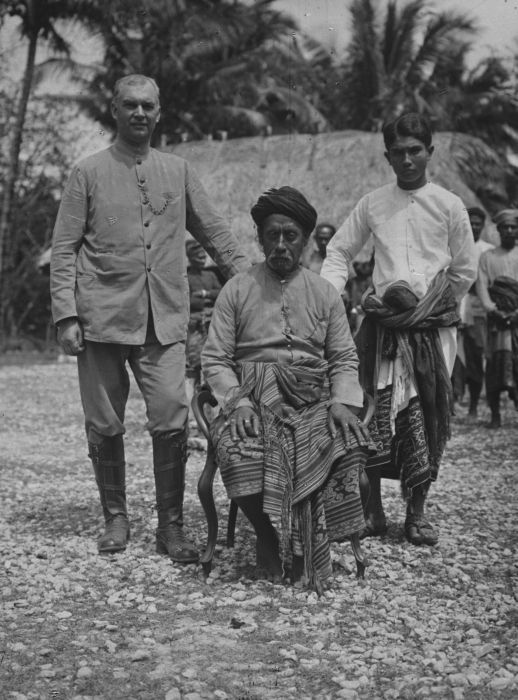
Raja Isaac mit Kronprinz Alexander und Reverend Loeff (1921)

Noch heute gibt es einen Raja von Amarasi. Der ursprüngliche Titel des Herrschers lautete Nai Jufa  Naikh (Nai Jufa Naek) - Der große König. Raja Robert M. Koroh von Amarasi ist der Sohn vom letzten regierenden Raja, Viktor Koroh. Die Familie entstammt der Djawa-Dynastie des Seba-Reichs auf der Insel Sawu. Isaac Koroh (1914–1923) hatte keinen direkten Erben, weswegen Alexander Koroh, sein Großneffe von Sawu als Nachfolger eingesetzt wurde. Die Kronenplatte am Turban des Rajas ist ein Erbstück des Reichs von Seba, wird aber nach timoresischer Tradition getragen.
Raja Robert M. Koroh ist verheiratet mit Mira S. Syah, der Tochter des Sultans von Ternate und den Nordmolukken. Deren ältester Sohn ist der Kronprinz: Raja Muda Michael.
Der Palast liegt in Baun.

## Liste der Herrscher bis 1962
- António I († 1665)
- Tomás (1665–?), Bruder
- António II (erwähnt 1688)
- Affonco (erwähnt 1703)
- Augusto Fernandes (erwähnt 1703)
- Nai Soti (erwähnt 1714)
- Luís Hornay (vor 1749–1752)
- Affonco Hornay (1752–1774), Sohn
- Rote Ruatefu 1774–1802 (son)
- Kiri Lote (1803–vor 1832), Sohn
- Koroh Kefi (vor 1832–1853)
- Obe Koroh (1853–1871), Neffe
- Rasi Koroh (1871–1887), Neffe
- Taku Obe (1888–1891), Sohn von Obe Koroh
- Rasi Koroh (zweite Amtszeit, 1892–1914)
- Isaac Koroh (1914–1923), Bruder
- Alexander Koroh (1923–1925), Enkel von Rasi Koroh
- Hendrik Arnold Koroh (1925–1951), Bruder
- Viktor Koroh (1951–1962), Sohn[9]